# Palachia watshami
Palachia watshami är en stekelart som beskrevs av Boucek 1998. Palachia watshami ingår i släktet Palachia och familjen gallglanssteklar.
Artens utbredningsområde är:
- Tanzania.
- Zimbabwe.

Inga underarter finns listade i Catalogue of Life.